# 达琳·C·霍夫曼
达琳·克里斯蒂安·霍夫曼（英語：Darleane Christian Hoffman，1926年11月8日—），美国核化学家，为发现第106号元素𨭎的其中一位研究员。达琳是劳伦斯伯克利国家实验室核科学的高级科学家，兼任加利福尼亞大學柏克萊分校研究生院教授。为表彰其贡献，《发现》杂志将其列入2002年科学界50大杰出女性榜单。

## 早年与教育经历
达琳·克里斯蒂安1926年11月8日在美国艾奥瓦州泰瑞尔出生，父亲卡尔·B（Carl B.）是数学老师兼学校校长，母亲艾尔芙娜·克鲁特·克里斯蒂安（Elverna Clute Christian）是戏剧作家、导演。
在爱荷华州立学院（现爱荷华州立大学）就读大一期间，达琳上了内莉·梅·内勒教授的必修化学课程，从此决定进一步研究化学。1948年和1951年，达琳接连获得爱荷华州立大学的核化学学士及博士学位。

## 生涯
达琳毕业后在橡树岭国家实验室工作了一年，之后计划随丈夫来到洛斯阿拉莫斯国家实验室，结果经过长时间的拖延，被实验室拒绝进入，理由是人力资源部不认为女性可能胜任化学家的工作。因此达琳于1953年开始成为实验室的普通工作人员，至1979年才出任化学与核化学部（同位素与核化学部）主任。1984年，达琳离开洛斯阿拉莫斯实验室，获加州大学伯克利分校任命，出任化学系终身教授，兼任劳伦斯伯克利国家实验室重元素核与放射化学组（Heavy Element Nuclear & Radiochemistry Group）组长。此外，她还于1991年参与设立勞倫斯利佛摩國家實驗室的西博格反式锕科学研究所（Seaborg Institute for Transactinium Science），出任首任所长至1996年，以高级顾问（Senior Advisor）及名誉所长（Charter Director）身份退休。
达琳科研生涯最为突出的成果是研究超铀元素的化学及核属性，以及确认第106号元素𨭎存在。

## 个人生活
博士研究结束后不久，达琳便与物理学家马文·M·霍夫曼（Marvin M. Hoffman）结婚。夫妇二人育有一女一子，一位是杜克大学医学院病理学教授莫琳·霍夫曼（Maureane Hoffman），一位是整形外科医生达里尔·霍夫曼（Daryl Hoffman），均在洛斯阿拉莫斯出生。

## 主要奖项与成就
- 1978年：古根海姆奖[12]
- 1983年：美国化学学会核化学奖，达琳是该奖项的第一位女性得主[13]
- 1986年：美国物理学会会士[14]
- 1990年：加文–奥林奖章（英语：Garvan-Olin Medal）[15]
- 1997年：美国国家科学奖章[13]
- 2000年：普利斯特里奖，达琳与玛丽·L·古德（英语：Mary L. Good）（1997年获奖）是该奖项仅有的两位女性得主[13]
- 2014年：洛斯阿拉莫斯勋章[16]
- 2023年：恩里科·費米獎[17]

除此之外，达琳也是美国文理科学院和挪威科学与文学院的院士。